# Drino imberbis
Drino imberbis är en tvåvingeart som först beskrevs av Christian Rudolph Wilhelm Wiedemann 1830.  Drino imberbis ingår i släktet Drino och familjen parasitflugor. Inga underarter finns listade i Catalogue of Life.